# La Moneda (station)
La Moneda är en tunnelbanestation i tunnelbanesystemet Metro de Santiago i Santiago, Chile. Stationen ligger på Linje 1 (Línea 1) och invigdes den 15 september 1975. Den nästföljande stationen i riktning mot Escuela Militar är Universidad de Chile och i riktning mot San Pablo är det Los Héroes. Stationen ligger under korsningen mellan Alameda del Libertador Bernardo O'Higgins och Calle Amunátegui i kommunen Estación Central.
Stationen har fått namn av Monedapalatset, som är presidentpalatset i Santiago och som ligger i närheten av tunnelbanestationen.